# 토크쇼 신나는가요
토크쇼 신나는 가요는 매주 수요일 저녁 7시 35분에 KBS전주 1TV로 방송된 KBS전주방송총국의 음악 프로그램이다.

## 기획 의도
성인가요 가수들을 초대해 매회 다른 주제로 이야기를 나눠보고, 그들의 노래로 일상의 활력을 찾아가는 음악 토크쇼 프로그램이다.

## 방송 시간
| 방송 채널   | 방송 기간                         | 방송 시간                              |
| ----------- | --------------------------------- | -------------------------------------- |
| KBS전주 1TV | 2016년 4월 6일                    | 매주 수요일 저녁 7:30 ~ 밤 8:25 (55분) |
| KBS전주 1TV | 2016년 5월 11일 ~ 2016년 9월 21일 | 매주 수요일 저녁 7:35 ~ 밤 8:25 (50분) |

## 역대 진행자
- 1기 김태은, 정삼, 홍석우 : 2016년 4월 6일 ~ 2016년 9월 21일

## 방송 회차

### 2016년
| 회차 | 방송일   | 출연자                 |
| ---- | -------- | ---------------------- |
| 1회  | 4월 6일  | 현숙, 추가열           |
| 2회  | 5월 11일 | 박구윤, 홍원빈, 김수찬 |
| 3회  | 5월 18일 | 김수희, 이순정         |
| 4회  | 6월 1일  | 박상철, 양양           |
| 5회  | 6월 8일  | 진성, 선경             |
| 6회  | 6월 22일 | 소명, 소유찬, 소유미   |
| 7회  | 7월 6일  | 임채무, 김정연         |
| 8회  | 7월 13일 | 김혜연, 장태희         |
| 9회  | 7월 20일 | 윤태규, 추가열         |
| 10회 | 8월 3일  | 최진희, 최서희         |
| 11회 | 8월 10일 | 신유, 장민호           |
| 12회 | 8월 17일 | 진시몬, 최유나         |
| 13회 | 8월 24일 | 박주희, 현진우         |
| 14회 | 9월 7일  | 강진, 이범학           |
| 15회 | 9월 14일 | 조항조                 |
| 16회 | 9월 21일 | 총결산                 |